# The Wilson Journal of Ornithology
The Wilson Journal of Ornithology est la publication officielle de la Wilson Ornithological Society. La revue publie des articles sur le comportement, l'écologie, les adaptations physiologiques et la conservation des oiseaux dans leur habitat naturel. Sans exclure les études d'autres régions du monde, ce sont principalement les espèces du nouveau monde, notamment des néotropiques, qui sont ciblées.  The Wilson Journal of Ornithology fait suite à The Wilson Bulletin  (ISSN 0043-5643), 1894-2005).